# Friedrich Wilhelm von Grote

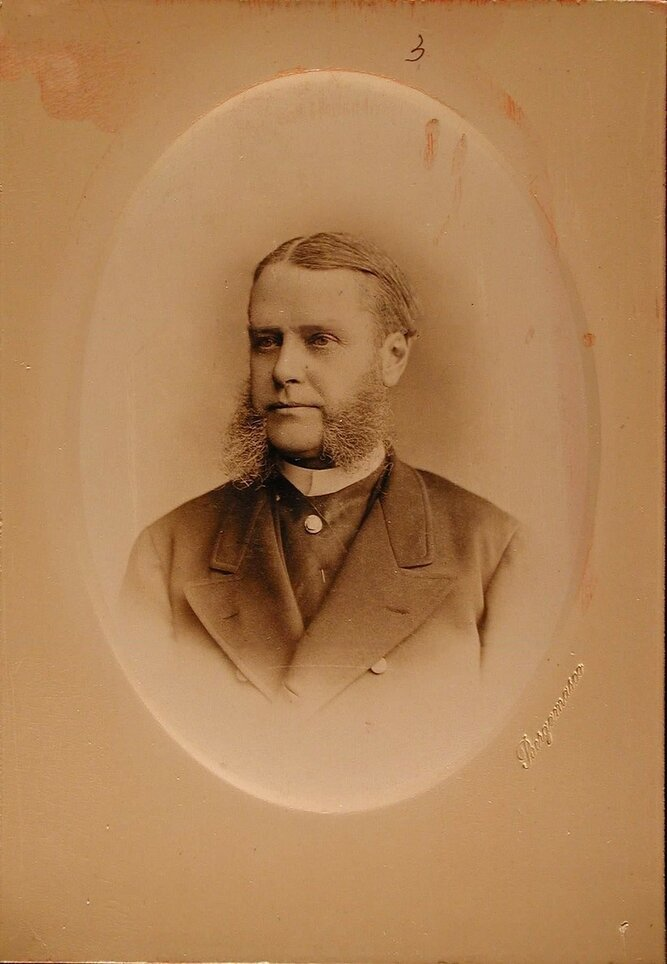
Friedrich Wilhelm von Grote

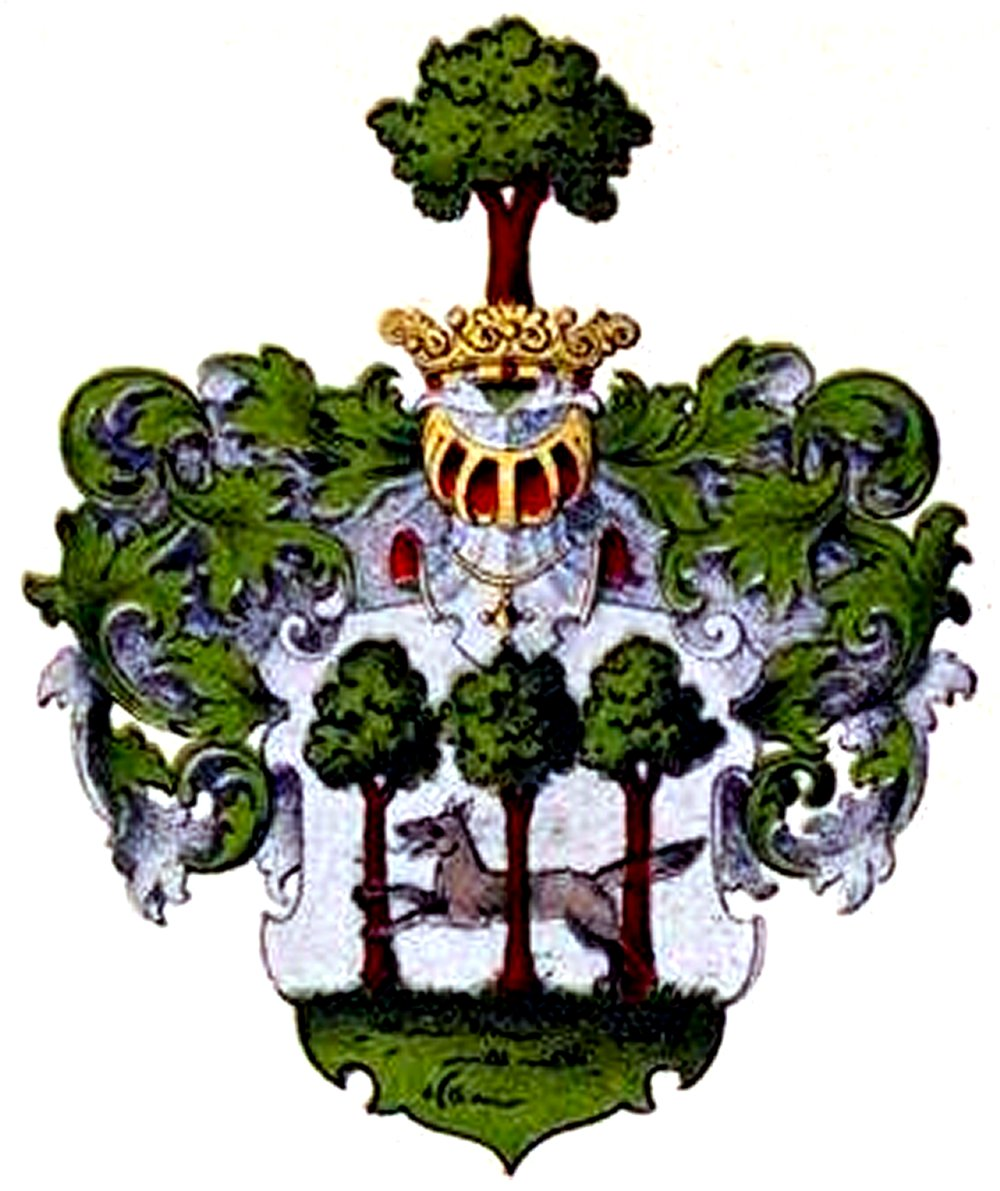
Familienwappen der deutsch-baltischen Adelsfamilie von Grote

Friedrich Wilhelm Michael Maria Alfred von Grote (* 8. April 1823 in Sankt Petersburg; † 26. Februar 1895 in Sankt Petersburg) war ein deutsch-baltischer Adliger in Diensten des Russischen Kaiserreiches.

## Leben
Friedrich Wilhelm war seit 1843 im Dienst des Ministeriums für auswärtige Angelegenheiten und wurde 1847 zum Kammerjunker ernannt. Als 1. Sekretär des russischen Gesandten begleitete er diesen 1850 nach Neapel, von 1854 bis 1855 nach Brüssel und von 1856 bis 1862 nach Paris. Er wurde 1862 zum Kammerherrn und Wirklichen Staatsrat ernannt. Ab 1864 war er Hofchef beim Großfürsten Michael Nikolajewitsch (1832 – 1909), dem schloss sich 1866 die Ernennung zum Stallmeister an. 1868 wurde er zum Senator berufen. Zum Hofmarschall ernannte man ihn 1873 und zum Oberhofmarschall am kaiserlichen Hof 1879. Schließlich wurde er 1882 zum Oberschenk ernannt. Von 1878 bis 1895 war er Präsident der Unterstützungskasse für die Evangelisch-lutherischen Gemeinden in Russland.

## Herkunft und Familie
Friedrich Wilhelm stammte aus dem deutsch-baltischen Adelsgeschlecht von Grote. Sein Vater war der russische Oberst und livländische Landrat Moritz Friedrich von Grote (1799 – 1884), Herr auf Lemburg, Kawershof und Carolen in Livland. Dieser war mit Anette Gräfin von der Borch verheiratet. Friedrich Wilhelm von Grote war ledig.